# Oxylobinae
Oxylobinae, podtribus glavočika,  dio tribusa Eupatorieae . Postoji 7 rodova iz Sjeverne Amerike i Južne Amerike.

## Rodovi
1. Ageratina O. Hoffm. (315 spp.)
2. Oxylobus (Moq. ex DC.) A. Gray (7 spp.)
3. Jaliscoa S. Watson (3 spp.)
4. Spaniopappus B. L. Rob. (5 spp.)
5. Standleyanthus R. M. King & H. Rob. (1 sp.)
6. Kaunia R. M. King & H. Rob. (10 spp.)
7. Jaramilloa R. M. King & H. Rob. (2 spp.)